# Clivina machadoi
Clivina machadoi is een keversoort uit de familie van de loopkevers (Carabidae). De wetenschappelijke naam van de soort werd voor het eerst geldig gepubliceerd in 1955 door Pierre Basilewsky.